# 道の駅滝宮
道の駅滝宮（みちのえき たきのみや）は、香川県綾歌郡綾川町にある国道32号の道の駅である。

## 主な施設
- 駐車場
  - 普通車：142台
  - 大型車：4台
  - 身障者用：5台
- トイレ
  - 男：18器
  - 女：14器
  - 身障者用：2器
- 公衆電話
- うどん会館
  - ファーマーズマーケット「讃さん広場 滝宮店」 10:00～18:00
  - セルフうどん店「さぬきうどんの駅綾川」  10:00～15:30（土日祝は～17:00）
  - 苺づくしのスイーツ専門店「うふ、いちご。」  9:00～17:00
  - 土産物ショップ「ショップ綾川」  9:00～17:00
  - レストラン「来るまや」 11:00～15:00

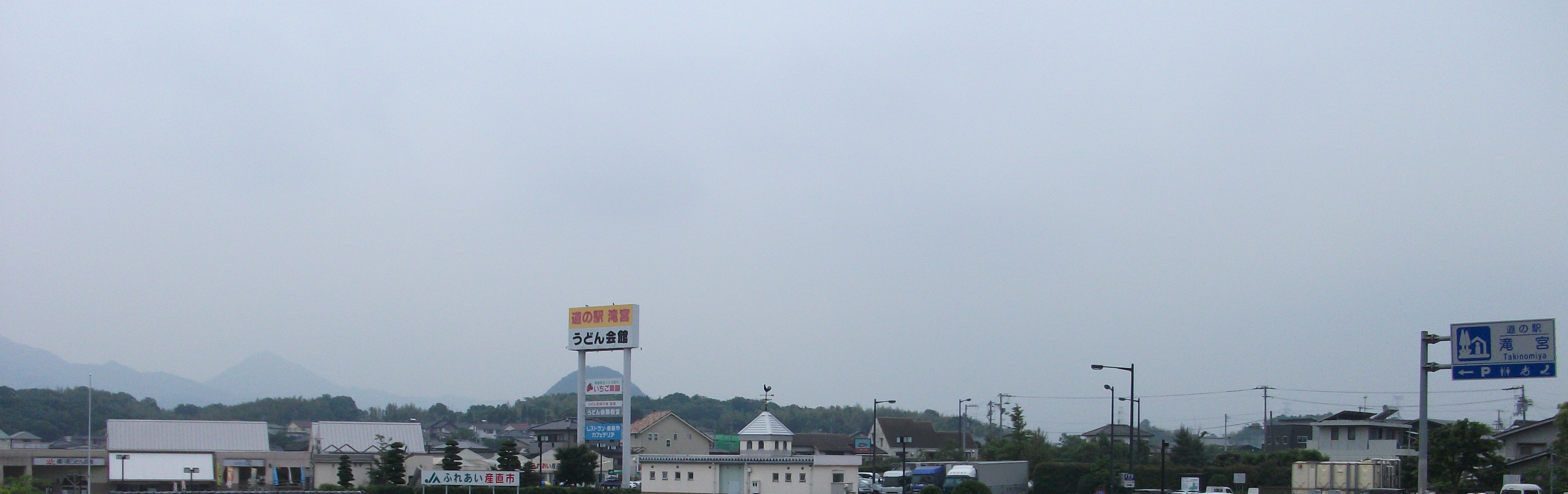
全景

- 無線LAN
- いちご農園（食べ放題 要予約）

## 休館日
- 毎週火曜日（祝日等は営業）

## アクセス
- 国道32号 - 登録路線
- 香川県道282号高松琴平線

## 周辺

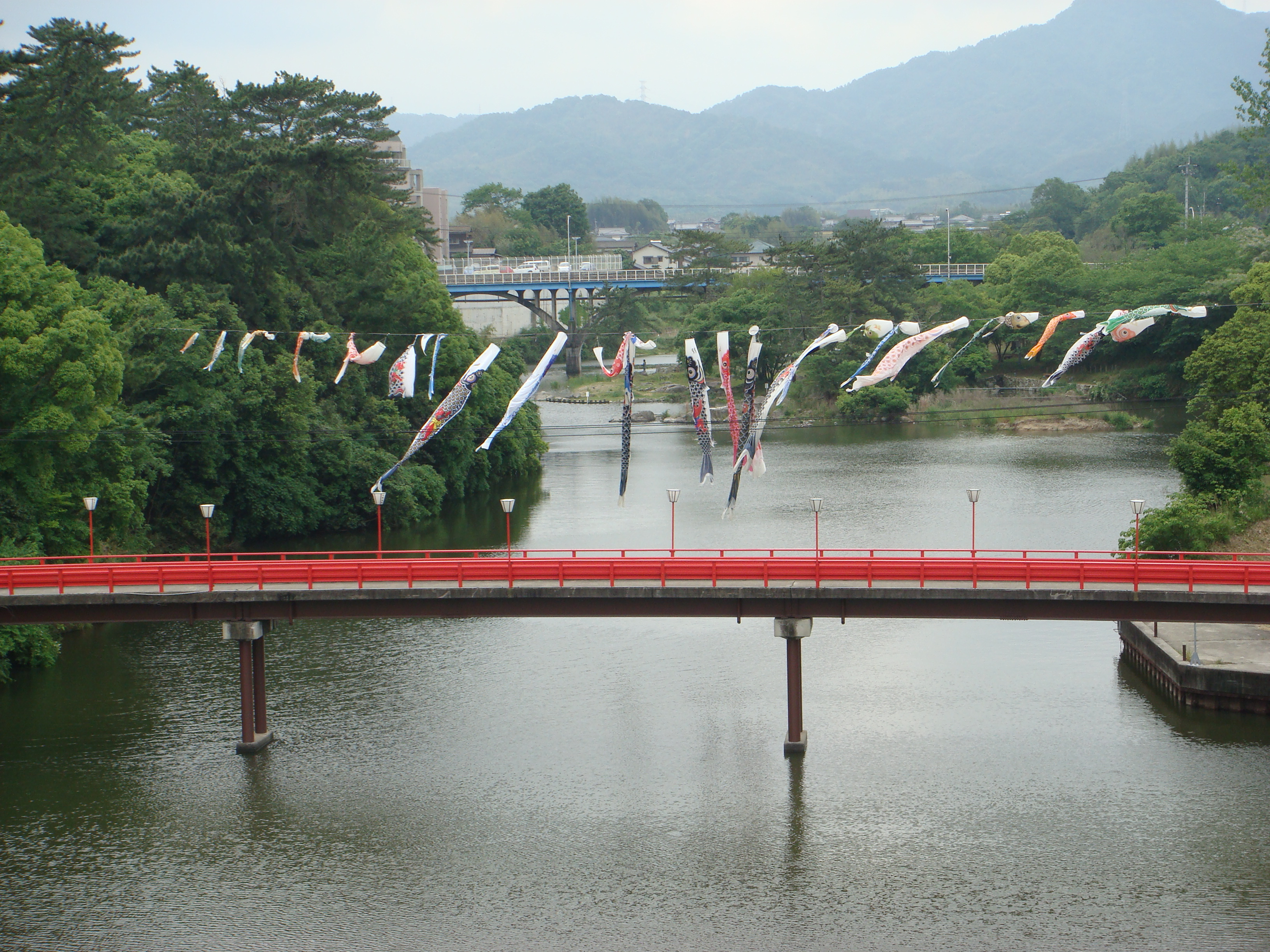
付近を流れる綾川

- 綾川
- 府中湖
- 滝宮天満宮
- 滝宮公園